# Psychophora groenlandicaria
Psychophora groenlandicaria là một loài bướm đêm trong họ Geometridae.